# میسیز لزلی کارتر
میسیز لزلی کارتر (انگلیسی: Mrs. Leslie Carter؛ ۱۰ ژوئن ۱۸۵۷ – ۱۳ نوامبر ۱۹۳۷) یک هنرپیشه اهل ایالات متحده آمریکا بود.
از فیلم‌ها یا برنامه‌های تلویزیونی که وی در آن نقش داشته است می‌توان به بکی شارپ اشاره کرد.